# هيئة تنظيم العمل الإشعاعي والنووي (فلسطين)
هيئة تنظيم العمل الإشعاعي والنووي الفلسطينية هي هيئة رقابية تتمتع بالشخصية الاعتبارية والاستقلال المالي والإداري والأهلية القانونية. تأسست عام 2018 وتُعد مدينة القدس المقر الدائم لها.

## التاريخ
تأسست الهيئة في 15 فبراير 2018 وفقًا لقرار بقانون رقم (3) لسنة 2018 بشأن التطبيقات السلمية للطاقة الذرية والوقاية الإشعاعية وأتبعت إلى مجلس الوزراء.
في 4 يناير 2021، قرر مجلس حكومة محمد اشتية إلغاء الهيئة. وفي 23 مارس 2021، أصدر الرئيس محمود عباس قرارًا بقانون رقم (10) لسنة 2021 بشأن حوكمة عدد من هيئات ومؤسسات وسلطات الدولة، والذي ألغى الهيئة وألحق مهامها واختصاصاتها وموظفيها بسلطة جودة البيئة الفلسطينية.
في 22 أغسطس 2023، أصدر الرئيس محمود عباس قرارًا بقانون رقم (24) لسنة 2023 بإلغاء قرار إلغاء الهيئة واتباعها إلى سلطة جودة البيئة.